# Tô Quyền
Tô Quyền (1929 – 18 tháng 11 năm 1996) là Đại tá Công an nhân dân Việt Nam, nguyên Cục trưởng Cục Cảnh sát quản lí trại giam (C10), nguyên Trưởng ty Công an tỉnh Hải Hưng. Ông có bí danh là Tô Lâm thời hoạt động Cách mạng.

## Tiểu sử
Tô Quyền sinh năm 1929 tại làng Xuân Cầu, xã Nghĩa Trụ, huyện Văn Giang, tỉnh Bắc Ninh (nay là tỉnh Hưng Yên). Ông lớn lên trong một gia đình có truyền thống yêu nước và tham gia hoạt động cách mạng từ rất sớm (trước Cách mạng tháng Tám năm 1945). Ông đã có nhiều đóng góp trong công cuộc kháng chiến và bảo vệ Tổ quốc.

## Hoạt động cách mạng
Trước Cách mạng Tháng Tám năm 1945, ông được giao nhiệm vụ thành lập và phụ trách Đội Thiếu nhi cứu quốc làng Xuân Cầu. Năm 1946, ông cùng với ông Nguyễn Văn Cẩn lên công tác tại Bắc Ninh trong vùng địch hậu.
Trong thời kỳ kháng chiến chống Mỹ (1965), ông hoạt động tại chiến trường miền Nam với bí danh Tô Lâm. Ông đã góp phần quan trọng trong công tác an ninh, triệt phá các ổ biệt kích, gián điệp và Việt gian.
Sau khi đất nước thống nhất (30 tháng 4 năm 1975), ông vẫn tiếp tục chấm dứt những tàn dư, các cơ sở của chế độ Việt Nam Cộng hòa còn lại, xây dựng lực lượng công an mới ở vùng giải phóng.
Năm 1977, ông về lại miền Bắc, được Đảng và Nhà nước giao cho những nhiệm vụ mới. Ông đã quan tâm tới công tác đào tạo cán bộ Công an Nhân dân trên đất Hải Hưng quê hương ông, nhiều người sau này đã là cán bộ cao cấp.
Năm 1982, ông giữ chức vụ Cục trưởng Cục Cảnh sát quản lí trại giam, cơ sở giáo dục bắt buộc, trường giáo dưỡng (V26).

## Gia đình
Vợ của ông là bà Đặng Thị Cam. Hai người có 6 người con, trong đó có Tô Lâm – Tổng Bí thư Ban Chấp hành Trung ương Đảng Cộng sản Việt Nam đương nhiệm.

## Vinh danh
- Huân chương Độc lập hạng Nhì
- Anh hùng Lực lượng vũ trang Nhân dân
- Cán bộ Tiền khởi nghĩa
- Huy hiệu 40 năm tuổi Đảng

Tên của ông được dùng để đặt cho một con đường liên xã ở Văn Giang, Hưng Yên. Kéo dài từ tỉnh lộ 379 đến Quốc lộ 5 và có đi qua làng Xuân Cầu quê hương ông. Ngay dọc đường có Trường mầm non mang tên ông.
Tại Thuận Thành, Bắc Ninh có con đường mang tên ông, nối UBND xã Song Liễu tới chùa Bút Tháp.
Năm 2015, ông được Nhà nước truy tặng danh hiệu Anh hùng Lực lượng vũ trang Nhân dân.
Năm 2025, ở Tây Ninh, khu vực không gian mở từng là sân vận động Tây Ninh được ra quyết định đặt tên là Quảng trường Tô Quyền.